# Кизак
Кизак (фр. Cuzac) насеље је и општина у јужној Француској у региону Миди Пирене, у департману Лот која припада префектури Фижак.
По подацима из 2011. године у општини је живело 239 становника, а густина насељености је износила 47,61 становника/km². Општина се простире на површини од 5,02 km². Налази се на средњој надморској висини од 320 метара (максималној 423 m, а минималној 170 m).

## Демографија
| 1962. | 1968. | 1975. | 1982. | 1990. | 1999. | 2011. |
| ----- | ----- | ----- | ----- | ----- | ----- | ----- |
| 197   | 207   | 213   | 245   | 220   | 194   | 239   |

График промене броја становника у току последњих година